# سوپنگه

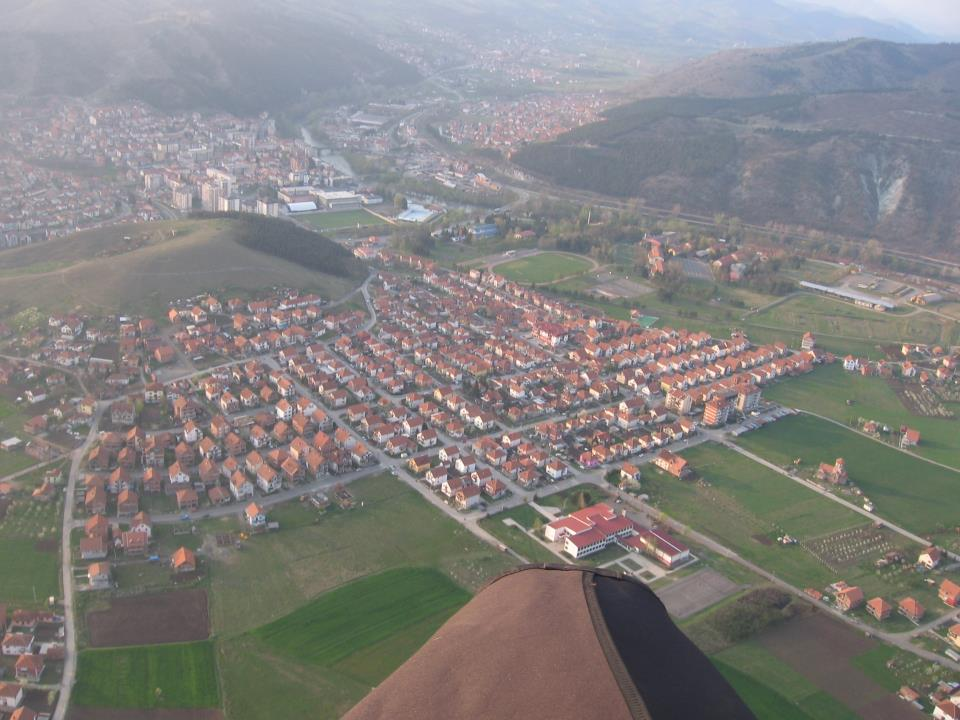
سوپنگه منطقه مسکونی در صربستان

سوپنگه (به صربی: Supnje) یک منطقهٔ مسکونی در صربستان است که در راشکا واقع شده‌است. سوپنگه ۳٬۵۲۵ نفر جمعیت دارد.